# Географія Палау
Палау — тихоокеанська країна, що знаходиться в західній частині акваторії океану, на північний схід від Малайського архіпелагу . Загальна площа країни 459 км² (198-ме місце у світі), з яких на суходіл припадає 459 км², а на поверхню внутрішніх вод — 0 км². Площа країни вдвічі менша за площу території міста Києва. 

## Назва
Офіційна назва — Республіка Палау, Палау (палаус. Beluu er a Belau, Belau; англ. Pelew). Назва країни походить від назви однойменного острова, яке на мові палау означає селище (палаус. belauu). Колишня частина Підопічної території ООН Тихоокеанські острови під опікою США, як округ Палау (англ. Palau District). Англійський капітан Генрі Вілсон, який зазнав корабельної аварії на рифі Улонг острова Палау 1783 року, помилково записав назву острова як Пелеу (англ. Pelew).

## Географічне положення
Палау — тихоокеанська острівна країна, що не має сухопутного державного кордону. На заході від Палау лежать Філіппіни, на південному заході — Індонезія; на сході тихоокеанський сектор Палау межує з Федеративними Штатами Мікронезії, на південному сході — з Папуа Новою Гвінеєю. Палау омивається водами Філіппінського моря Тихого океану. Загальна довжина морського узбережжя 1519 км.

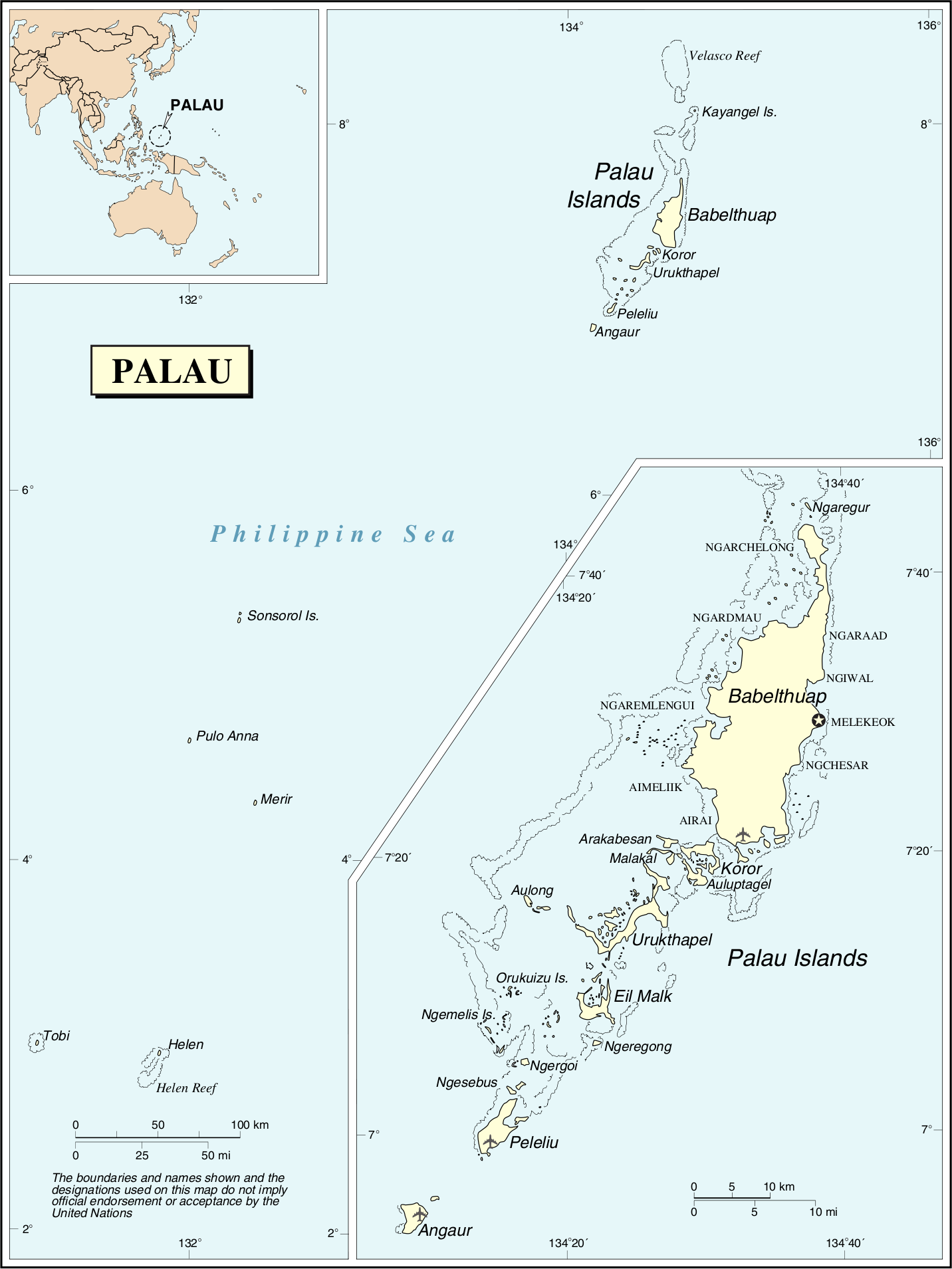
Карта Палау від ООН (англ.)
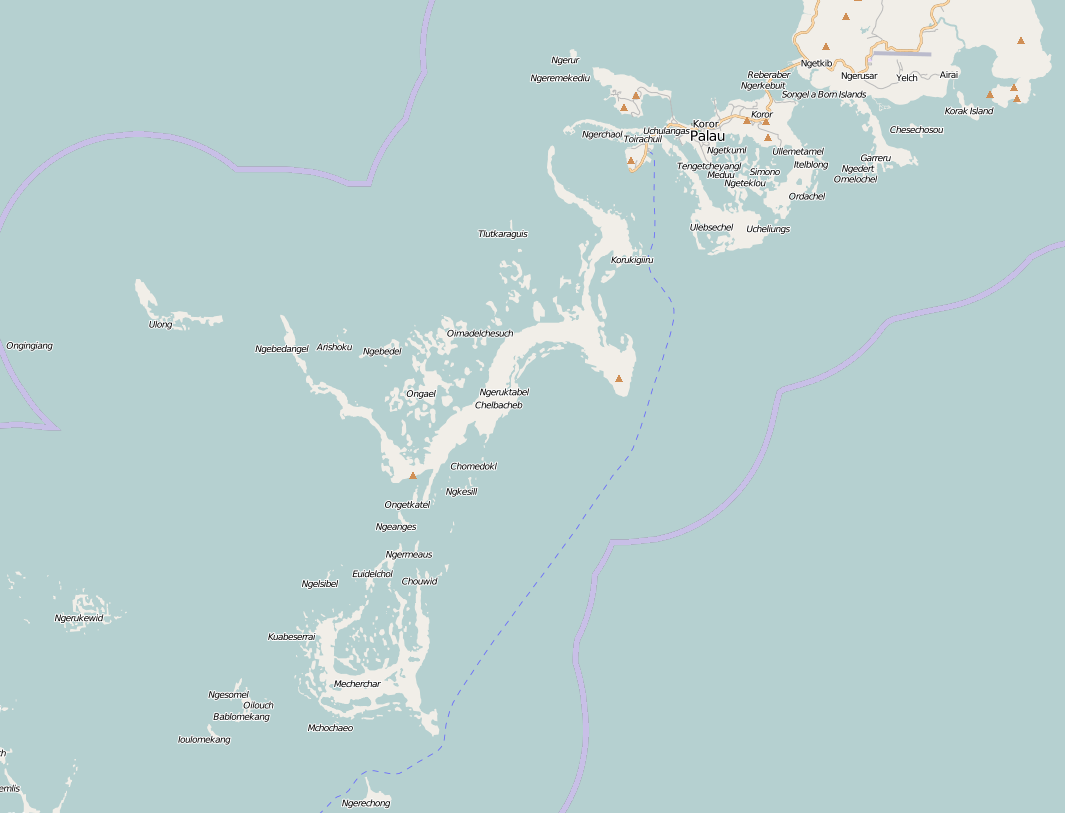
Територіальні води головних островів Палау

Згідно з Конвенцією Організації Об'єднаних Націй з морського права (UNCLOS) 1982 року, протяжність територіальних вод країни встановлено в 3 морські милі. Виключна рибальська зона встановлена на відстань 200 морських миль (370,4 км) від узбережжя.

### Час
Час у Палау: UTC+9 (+7 годин різниці часу з Києвом).

## Геологія

### Корисні копалини
Надра Палау багаті на ряд корисних копалин: золото, конкреції.

## Рельєф
Рельєф країни змінюється від горбистого головного острова Бабелдаоб до низьких, коралових островів, зазвичай облямованих великими бар'єрними рифами. Середні висоти — дані відсутні; найнижча точка — рівень вод Тихого океану (0 м); найвища точка — гора Нгерчелчуус (242 м).

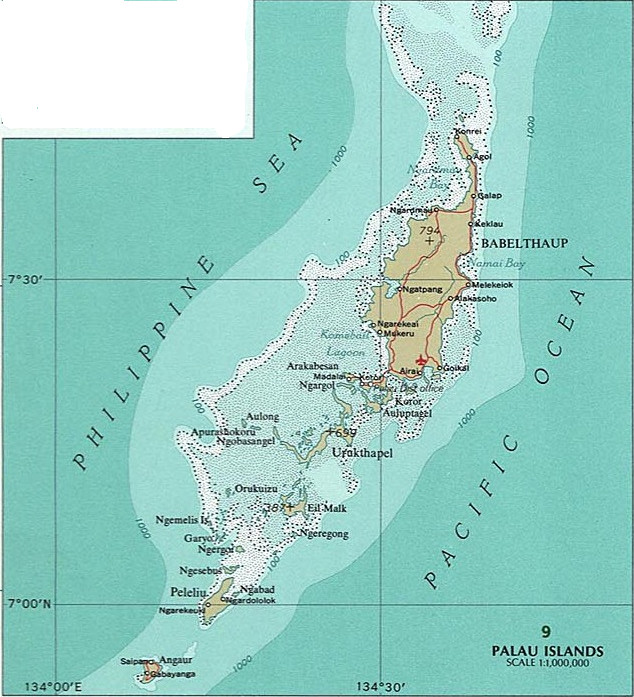
Рельєф Палау
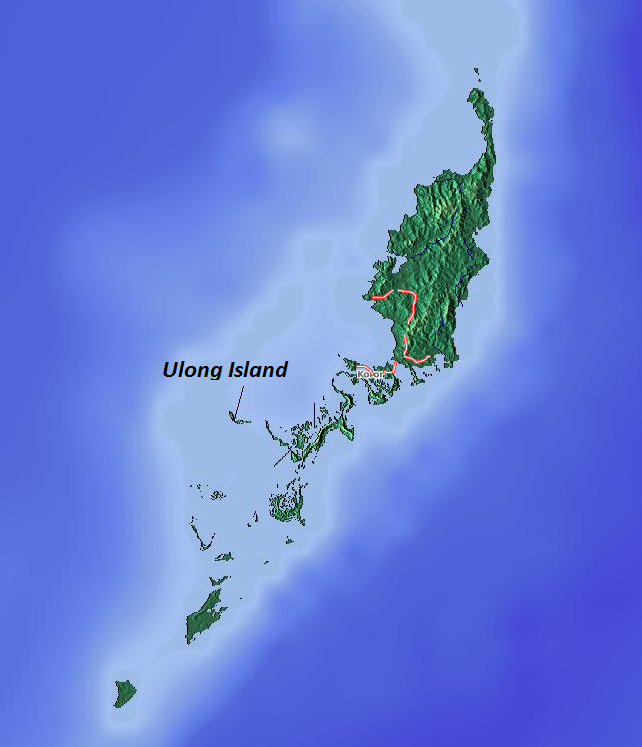
Гіпсометрична карта Палау
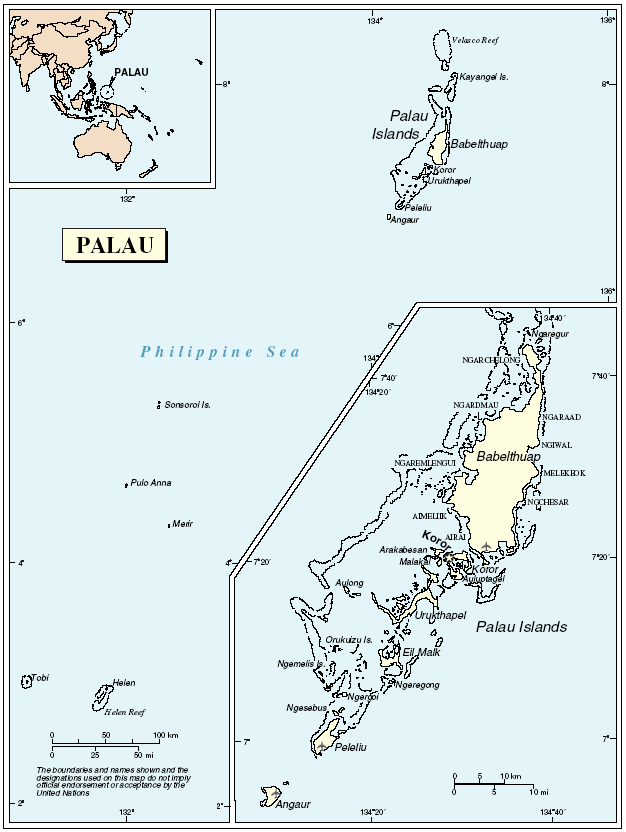
Карта країни (англ.)
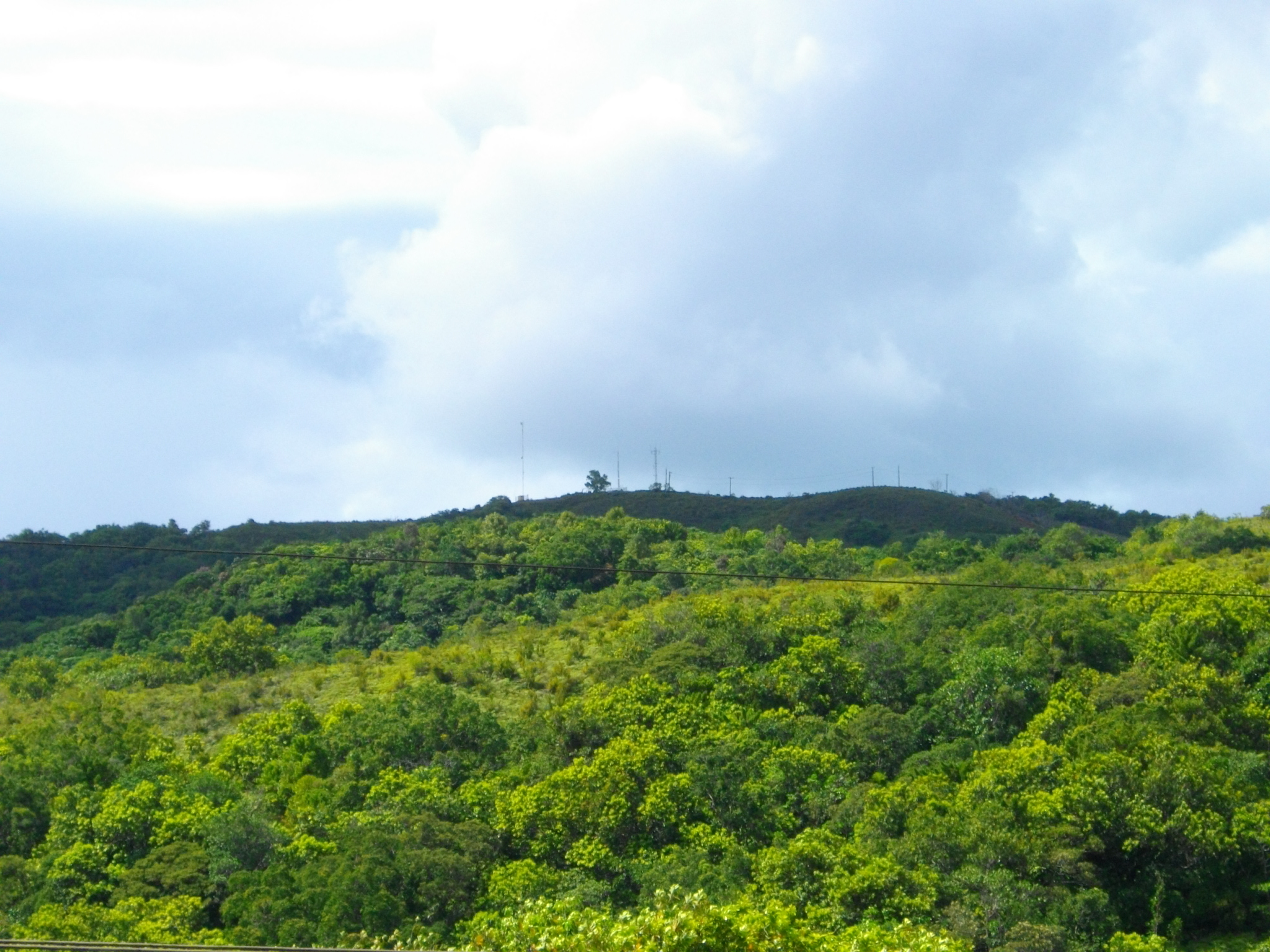
Вершина Нгерчелчуус
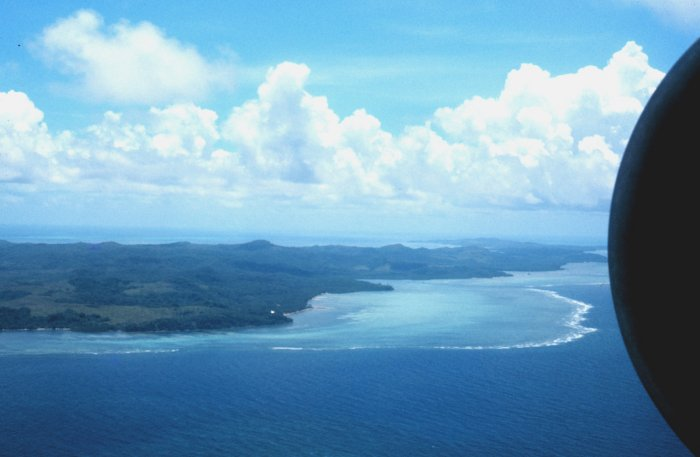
Типовий рельєф островів

### Острови

Острови Палау
Ангаур
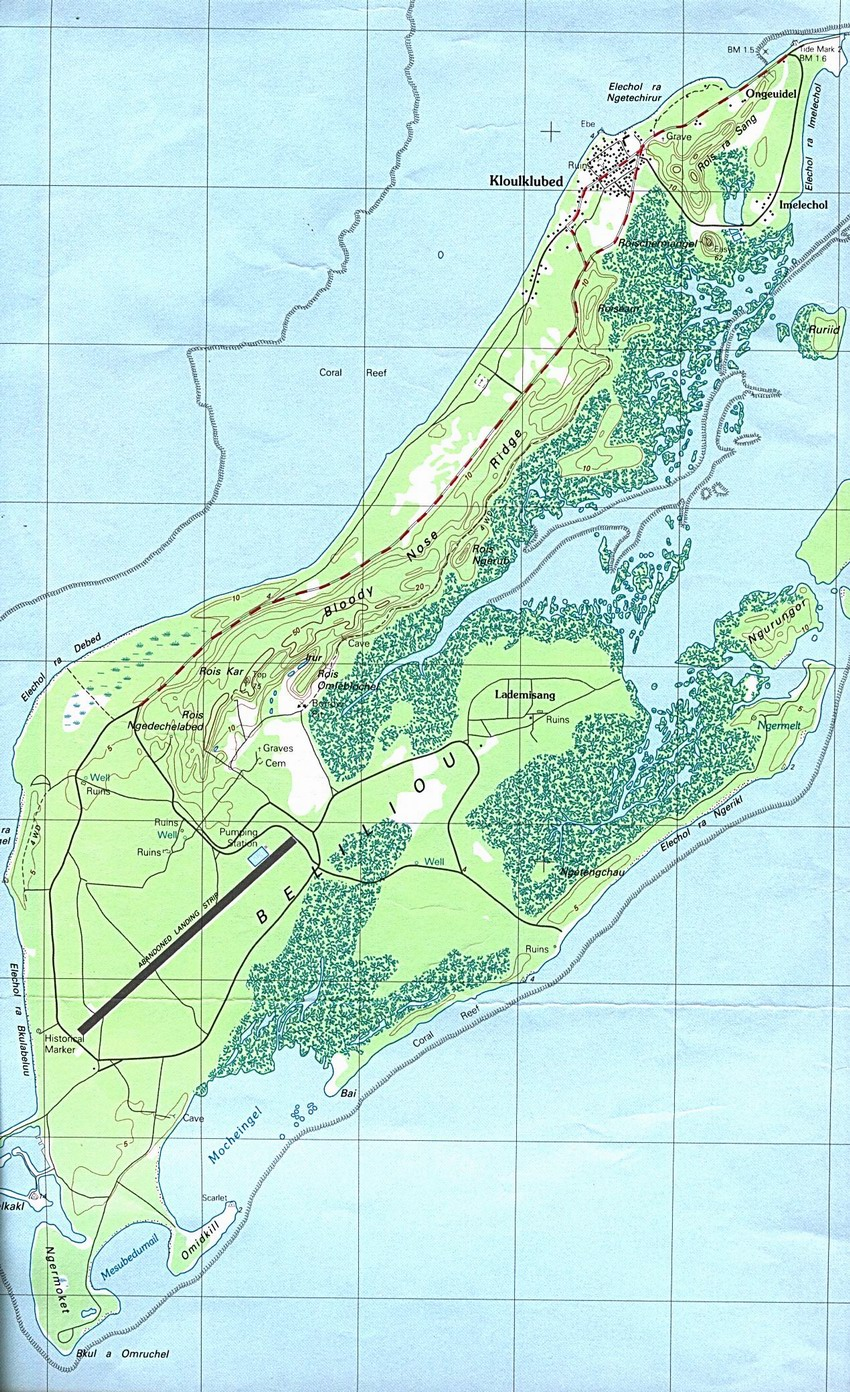
Пелеліу
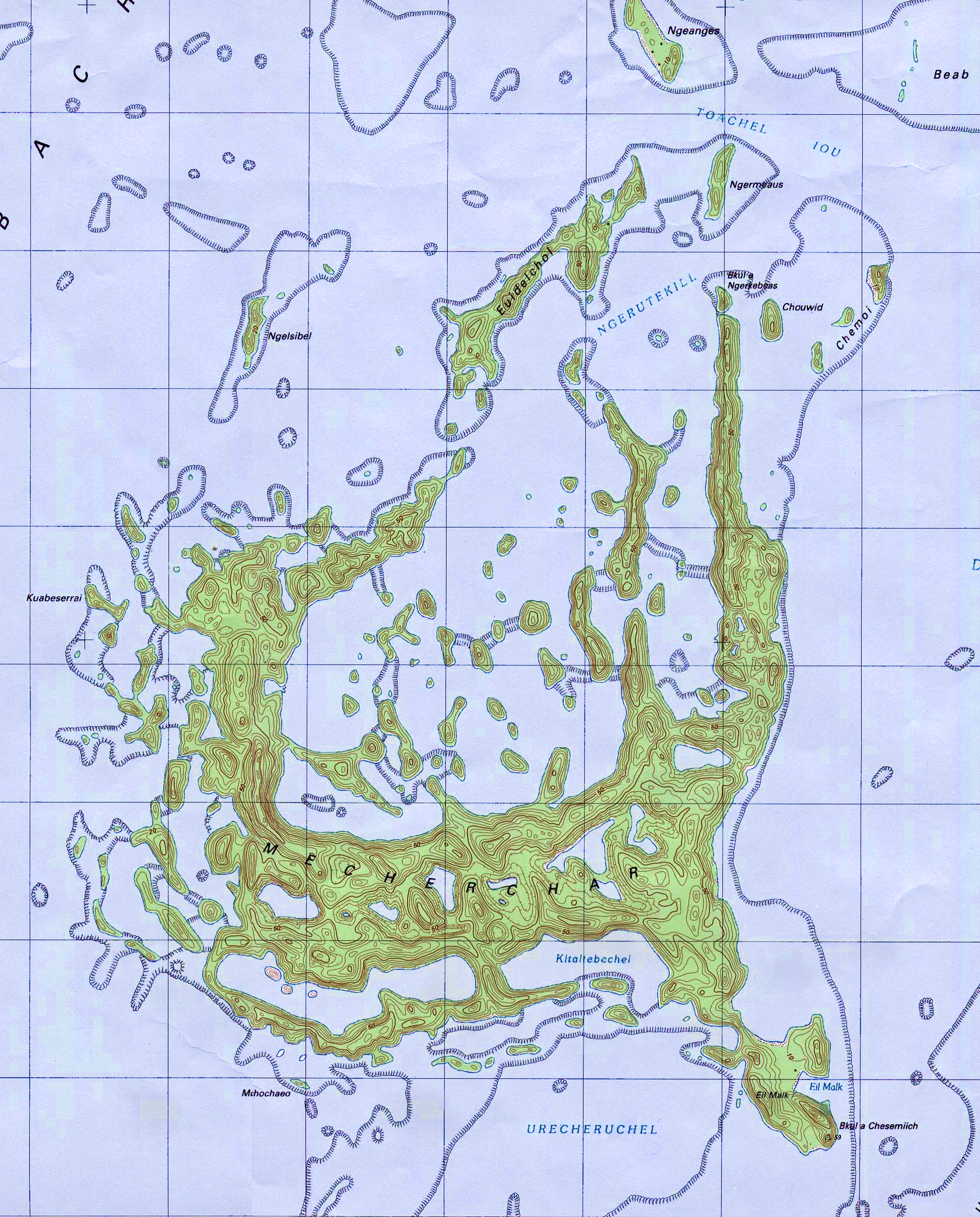
Мечерчар

## Клімат
Територія Палау лежить у субекваторіальному кліматичному поясі. Влітку переважають екваторіальні повітряні маси, взимку — тропічні. Влітку вітри дмуть від, а взимку до екватора. Сезонні амплітуди температури повітря незначні, зимовий період не набагато прохолодніший за літній. У літньо-осінній період з океану часто надходять руйнівні тропічні циклони.
Палау не є членом Всесвітньої метеорологічної організації (WMO).

## Внутрішні води
Станом на 2012 рік зрошувані землі в країні були відсутні.

### Річки
Річки, струмки й потічки країни належать басейну Тихого океану.

## Рослинність
Земельні ресурси Палау (оцінка 2011 року):
- придатні для сільськогосподарського обробітку землі — 10,8 %,
  - орні землі — 2,2 %,
  - багаторічні насадження — 4,3 %,
  - землі, що постійно використовуються під пасовища — 4,3 %;
- землі, зайняті лісами і чагарниками — 87,6 %;
- інше — 1,6 %[1].

## Тваринний світ
У зоогеографічному відношенні територія країни відноситься до Полінезійської підобласті Австралійської області.

## Охорона природи
Палау є учасником ряду міжнародних угод з охорони навколишнього середовища:
- Конвенції про біологічне різноманіття (CBD),
- Рамкової конвенції ООН про зміну клімату (UNFCCC),
- Кіотського протоколу до Рамкової конвенції,
- Конвенції ООН про боротьбу з опустелюванням (UNCCD),
- Конвенції з міжнародного морського права,
- Монреальського протоколу з охорони озонового шару,
- Рамсарської конвенції із захисту водно-болотних угідь[11],
- Міжнародної конвенції з регулювання китобійного промислу[1].

## Стихійні лиха та екологічні проблеми
На території країни спостерігаються небезпечні природні явища і стихійні лиха: тайфуни з червня по грудень.
Серед екологічних проблем варто відзначити:
- відсутній менеджмент сміттєзвалищ побутових відходів;
- видобування піску й коралів несе загрозу місцевій екосистемі узбережжя;
- нелегальна риболовля, перевилов риби.

## Фізико-географічне районування
У фізико-географічному відношенні територію Палау можна розділити на _ райони, що відрізняються один від одного рельєфом, кліматом, рослинним покривом: .

### Українською
- Атлас світу / голов. ред. І. С. Руденко ; зав. ред. В. В. Радченко ; відп. ред. О. В. Вакуленко. — К. : ДНВП «Картографія», 2005. — 336 с. — ISBN 9666315467.
- Атлас. 7 клас. Географія материків і океанів / Укладачі О. Я. Скуратович, Н. І. Чанцева. — К. : ДНВП «Картографія», 2014.
- Бєлозоров С. Т. Географія материків. — К. : Вища школа, 1971. — 371 с.
- Барановська О. В. Фізична географія материків і океанів : навч. посіб. для студентів ВНЗ : [у 2 ч.]. — Н. : Ніжинський державний університет ім. Миколи Гоголя, 2013. — 306 с. — ISBN 978-617-527-106-3.
- Палау // Гірничий енциклопедичний словник : [у 3-х тт.] / за ред. В. С. Білецького. — Д. : Східний видавничий дім, 2004. — Т. 3. — 752 с. — ISBN 966-7804-78-X.
- Дубович І. А. Країнознавчий словник-довідник. — 5-те вид., перероб. і доп. — К. : Знання, 2008. — 839 с. — ISBN 978-966-346-330-8.
- Економічна і соціальна географія країн світу. Навчальний посібник / За ред. Кузика С. П. — Л. : Світ, 2002. — 672 с. — ISBN 966-603-178-7.
- Панасенко Б. Д. Фізична географія материків : навч. посіб. : в 2 ч. — В. : ЕкоБізнесЦентр, 1999. — 200 с.
- Юрківський В. М. Регіональна економічна і соціальна географія. Зарубіжні країни: Підручник. — 2-ге. — К. : Либідь, 2001. — 416 с. — ISBN 966-06-0092-5.

### Англійською
- (англ.) Graham Bateman. The Encyclopedia of World Geography. — Andromeda, 2002. — 288 с. — ISBN 1871869587.

### Російською
- (рос.) Авакян А. Б., Салтанкин В. П., Шарапов В. А. Водохранилища. — М. : Мысль, 1987. — 326 с. — (Природа мира)
- (рос.) Алисов Б. П., Берлин И. А., Михель В. М. Курс климатологии [в 3-х тт.] / под. ред. Е. С. Рубинштейна. — Л. : Гидрометиздат, 1954. — Т. 3. Климаты земного шара. — 320 с.
- (рос.) Апродов В. А. Вулканы. — М. : Мысль, 1982. — 368 с. — (Природа мира)
- (рос.) Апродов В. А. Зоны землетрясений. — М. : Мысль, 2010. — 462 с. — (Природа мира) — ISBN 978-5-244-01122-7.
- (рос.) Букштынов А. Д., Грошев Б. И., Крылов Г. В. Леса. — М. : Мысль, 1981. — 316 с. — (Природа мира)
- (рос.) Власова Т. В. Физическая география материков. С прилегающими частями океанов. Южная Америка, Африка, Австралия и Океания, Антарктида. — 4-е, перераб. — М. : Просвещение, 1986. — 269 с.
- (рос.) Гвоздецкий Н. А. Карст. — М. : Мысль, 1981. — 214 с. — (Природа мира)
- (рос.) Гвоздецкий Н. А., Голубчиков Ю. Н. Горы. — М. : Мысль, 1987. — 400 с. — (Природа мира)
- (рос.) Географический энциклопедический словарь: географические названия / под. ред. А. Ф. Трёшникова. — 2-е изд., доп. — М. : Советская энциклопедия, 1989. — 585 с. — ISBN 5-85270-057-6.
- (рос.) Исаченко А. Г., Шляпников А. А. Ландшафты. — М. : Мысль, 1989. — 504 с. — (Природа мира) — ISBN 5-244-00177-9.
- (рос.) Каплин П. А., Леонтьев О. К., Лукьянова С. А., Никифоров Л. Г. Берега. — М. : Мысль, 1991. — 480 с. — (Природа мира) — ISBN 5-244-00449-2.
- (рос.) Кист А. Австралия и острова Тихого океана. — М. : Прогресс, 1980. — (Континенты, на которых мы живем)
- (рос.) Словарь современных географических названий / под общей редакцией акад. В. М. Котлякова. — Екатеринбург : У-Фактория, 2006.
- (рос.) Литвин В. М., Лымарев В. И. Острова. — М. : Мысль, 2010. — 288 с. — (Природа мира) — ISBN 978-5-244-01129-6.
- (рос.) Лобова Е. В., Хабаров А. В. Почвы. — М. : Мысль, 1983. — 304 с. — (Природа мира)
- (рос.) Максаковский В. П. Географическая картина мира. Книга I: Общая характеристика мира. — М. : Дрофа, 2008. — 495 с. — ISBN 978-5-358-05275-8.
- (рос.) Максаковский В. П. Географическая картина мира. Книга II: Региональная характеристика мира. — М. : Дрофа, 2009. — 480 с. — ISBN 978-5-358-06280-1.
- (рос.) Палау // Поспелов Е. М. Топонимический словарь. — М. : АСТ, 2005. — 229 с. — ISBN 5-17-016407-6.
- (рос.) География / под ред. проф. А. П. Горкина. — М. : Росмэн-Пресс, 2006. — 624 с. — (Современная иллюстрированная энциклопедия) — ISBN 5-353-02443-5.
- (рос.) Физико-географический атлас мира. — М. : Академия наук СССР и Главное управление геодезии и картографии ГУГК СССР, 1964. — 298 с.
- (рос.) Энциклопедия стран мира / глав. ред. Н. А. Симония. — М. : НПО «Экономика» РАН, отделение общественных наук, 2004. — 1319 с. — ISBN 5-282-02318-0.